# Rashid II bin Saeed Al Maktum
Rashid bin Saeed Al Maktum (àrab: راشد بن سعيد آل مكتوم, Rāxid b. Saʿīd Āl Maktūm) (1912 – 7 d'octubre de 1990) fou xeic i emir de Dubai (1958-1990) i primer ministre i vicepresident dels Emirats Àrabs Units (1979-1990). Fou el gran impulsor de la modernització de Dubai. A la seva mort el va succeir com a emir el seu fill gran Maktum, que l'havia precedit com a primer ministre dels emirats i que també el va succeir en aquest càrrec. Fou pare de quatre fills:
- Maktum III bin Rashid Al Maktum (1943-2006), emir (1997-2006)
- Hamdan bin Rashid Al Maktum (nascut el 1945), ministre de Finances
- Muhammad bin Rashid Al Maktum (nascut el 1949), emir (des de 2006)
- Ahmed bin Rashid Al Maktum (nascut el 1950)